# Paula Zariņa-Zēmane
Paula Zariņa-Zēmane (Riga, 1988. –) lett festőművész.

## Életpályája
Paula Zariņa-Zēmane 1988-ban született Rigában. Édesapja, Kaspars Zariņš, édesanyja, Vija Zariņa, valamint nagyapja, Indulis Zariņš, és nagybátyja, Kristaps Zariņš is neves festők és tanárok. 1995 és 2007 között a Rigai Francia Líceumban tanult, majd 2007 és 2013 között a Lett Művészeti Akadémia növendéke volt. Lettországban él és alkot.

## Művészete
Műveit impresszionisztikus hagyományokból építkező képi világ, széles gesztusok és szenzitív kifejezésmód jellemzi. A festményein megjelenő álomszerű tájak a művész lelkének vetületeként is értelmezhetőek. Legfrissebb alkotásai tovább absztrahálódva, horizontjukat vesztve már nem is tekinthetők tájképnek.
Hazájában megbecsült művész, a Lett Nemzeti Művészeti Múzeumban is volt már tárlata, emellett pedig számos európai nagyvárosában voltak kiállításai, többek közt Londonban, Berlinben, Bécsben vagy Brüsszelben. 2014-ben pedig részt vett Luciano Benetton Imago Mundi projektjében, melyben magyar részről többek közt olyan alkotók szerepeltek, mint Maurer Dóra, Nádler István, Szurcsik József, Cseke Szilárd, Jovián György, Barabás Zsófi vagy épp Verebics Katalin és Verebics Ágnes.